# Kapitular
Kapitular (srednjeveško latinsko capitulare) je bil niz zakonodajnih ali upravnih aktov, ki so jih objavljali frankovski kralji iz Merovinške in Karolinške dinastije, zlasti Karel Veliki, prvi cesar Rimljanov po propadu Zahodnega rimskega cesarstva v poznem 5. stoletju. Tako so jih imenovali zato, ker so bili formalno razdeljeni na dele, imenovane capitula (množina capitulum, pomanjševalnica besede caput, ki pomeni "glava"), se pravi poglavje. 
Ko je bil kapitular sestavljen, so ga takoj poslali različnim funkcionarjem Frankovskega cesarstva, nadškofom, škofom in grofom. Po en izvod je hranil kancler v dvornem arhivu. Zadnji cesar, ki je izdal kapitular, je bil Lambert Italijanski leta 898.

## Izvirni kapitularji in kasnejše izdaje
Noben kapitular ni ohranjen v njegovi prvotni obliki. Celi izvodi posameznih kapitularjev ali njihovi deli so bili zelo pogosto vključeni v različne druge rokopise ter posvetno in cerkveno gradivo zelo različne narave. Več jih je bilo najdenih v knjigah, ki segajo vse do 9. ali 10. stoletja.
Kapitularji vsebujejo določbe raznolike narave. Poglavja so se že zelo zgodaj začela razvrščati po vsebini. Prvo zbirko je že leta 827 sestavil Ansegis, opat samostana sv. Vandrila v Fontenellu. Kapitularje je razporedil v štiri knjige. V prvi so bili zbrani cerkveni kapitularji Karla Velikega, v drugi cerkveni kapitularji Karlovega sina Ludvika Pobožnega, v tretji posvetni kapitularji Karla Velikega in v četrti posvetni kapitularji Ludvika, pri čemer je združil podobne določbe in odstranil podvojitve. Zbirka je kmalu pridobila uradni status: po letu 829 se je nanjo skliceval Ludvik Pobožni in pri tem navajal knjigo in razdelek.
Po letu 827 so bili seveda razglašeni novi kapitularji in tako se je do leta 858 pojavila druga zbirka v treh knjigah, ki jo je sestavil nek Benedikt Levit. Njegov cilj je bil dokončati Ansegisovo delo in ga posodobiti, vendar v svojo zbirko ni vključil samo predpisov iz kapitularjev, ampak tudi druge dokumente: fragmente rimskih zakonov, kanone cerkvenih koncilov in predvsem lažne določbe, ki so po značaju zelo podobne tistim z istim datumom, ki jih najdemo v Lažnih dekretih. Zbirka kot celota je bila kljub tem lažnim elementom obravnavana kot avtentična. Štiri Ansegisove knjige in tri knjige Benedikta Levita so se začele obravnavati kot enotna zbirka v sedmih knjigah. Sodobni zgodovinarji se pri sklicevanju izogibajo peti, šesti in sedmi knjigi.
Prvi uredniki so se odločili ponovno objaviti Ansegisovo in Benediktovo zbirko tako, kot so jo našli, potem pa je ugledni francoski učenjak Étienne Baluze (1630-1718) utrl pot so do nove klasifikacije. Leta 1677 je izdal Capitularia regum Francorum v dveh zvezkih folijev, v katerih je najprej objavil kapitularje merovinških kraljev in nato kapitularje Pipina Malega, Karla Velikega in Ludvika Pobožnega, ki jih je našel popolne v različnih rokopisih. Za dela po letu 840 je kot prilogo izdal tudi zbirki Ansegisa in Benedikta Levita, pri čemer je opozoril na nezanesljivost slednjega. Tem so sledili kapitularji Karla Plešastega in drugih karolinških kraljev, ki jih je odkril na različnih mestih. Drugo izdajo Baluzejeve zbirke je leta 1780 v dveh  zvezkih izdal Pierre de Chiniac.
Zbirka kapitularjev, ki jo je leta 1835 objavil Georg Pertz v Monumenta Germaniae Historica, ni bila veliko naprednejša od Baluzejeve. Potrebna je bila nova revizija in uredniki Monumenta so se odločili, da jo bodo ponovno izdali in delo zaupali dr. Alfredu Boretiusu. Leta 1883 je Boretius izdal svoj prvi zvezek, ki je vseboval vse kapitularje do leta 827, skupaj z različnimi dodatki, ki se nanašajo nanje, in Ansegisovo zbirko. Boretius, čigar preobremenjenost je načela njegovo  zdravje, projekta ni mogel dokončati. Nadaljeval ga je Victor Krause. V drugem zvezku je Krause zbral razpršene kapitularje iz leta 828. Podroben indeks obeh zvezkov sta sestavila Karl Zeumer in Albrecht Werminghoff. V njem so navedeni vsi bistveni izrazi. Tretji zvezek, ki ga je pripravil Emil Seckel, naj bi vključeval zbirko Benedikta Levita. Da bi zadovoljili sodobne kritične zahteve, je Monumenta Germaniae Historica naročil novo izdajo, ki naj bi jo pripravila Hubert Mordek in Klaus Zechiel-Eckes. Izdaja Collectio Ansegisi (Ansegisova zbirka) je nadomeščena z izdajo, objavljeno v Capitularia Nova,  Vol. 1, ki jo je uredil  Gerhard Schmitz leta 1966.

## Vsebina in namen
Kapitularji so imeli zelo raznoliko vsebino. Boretius jih je razdelil v več kategorij: 

### Capitula legibus addenda (Zakonom dodana poglavja)
Zakonom dodana poglavja so dodatki, so jih frankovski kralji dodali salijskim, ripuarskim ali bavarskim zakonom, razglašenim pod Merovingi. Ti kapitularji so imeli enako težo kot zakoni, ki so jih dopolnjevali, in veljali le za ljudi, ki so podvrženi omenjenim zakonom. Slovesno so jih razglasili v krajevnih zborih, kjer so ljudstvo prosili za soglasje. Zdi se, da sta si Karel Veliki in Ludvik Pobožni prizadevala uskladiti ripuarske in bavarske zakone s salijskim pravom. V nekaterih kapitularjih iz te kategorije je kralj objavil določbe, ki niso zadevale samo posamezne zakonodaje, temveč vse zakone, ki so veljali v celotnem kraljestvu.

### Capitula ecclesiastica (Cerkveni kapitularji)
Cerkvene kapitularje so izdelali škofovski zbori. Frankovski kralji so odobrili kanone, sprejete na cerkvenih zborih, in jih naredili obvezne za vse kristjane v kraljestvu.

### Capitula per se scribenda (Kapitulariji, ki so jih napisali sami)
Ti kapitularji so vsebovali politične odredbe, ki so jih morali spoštovati vsi podaniki kraljestva. Pogosto so se imenovali edictuin (odlok)  ali constitutio (ustava), določbe v njih pa so bile trajne. Te kapitularje so na  splošno izdelali kralji na jesenskih ali spomladanskih zborih. Pogosto so vsebovali samo predlog, ki ga je dal kralj odboru (capitula tractanda cum comitibus, episcopis, et abbatibus, dobesedno kapitular obravnavati z grofi, škofi in opati), in ne končne oblike, ki je bila sprejeta.

### Capitula missorum (Kapitularji za odposlance)
Capitula missorum so vsebovali navodila, ki so jih Karel Veliki in njegovi nasledniki poslali odposlancem v različnih delih cesarstva. Navodila so včasih  veljala za vse odposlance, včasih pa samo za nekatere. Navodila niso bila splošno uporabna in so bila začasna.

### V kapitularje vključeni dokumenti
V kapitularje so bili vključeni tudi različni dokumenti, na primer pravila, ki jih je treba upoštevati pri upravljanju kraljevih zasebnih domen. Slavni Capitulare de villis vel curtis imperii (Kapitularij mest ali vladnih dvorov) je nedvomno zbirka navodil, ki so bila ob različnih časih poslana upravnikom teh domen. Med pomembne tovrstne kapitularje spadajo Divisio regnorum (Delitev cesarstva) iz leta 806, s katerim je bilo kraljestvo razdeljeno med kraljeve sinove,  Ordinatio imperii  (Ureditev cesarstva) iz leta 817 in prisege o miru in bratstvu, ki so jih ob različnih priložnostih objavljali sinovi Ludvika Pobožnega in drugi.
Po vladavini Ludvika Pobožnega so kapitularji postali dolgi in naključni, v 10. stoletju pa ni noben kralj objavil nobene splošne določbe. Odslej so kralji z listinami urejali samo svoje zasebne interese. Splošne določbe so se ponovno pojavile šele med  vladavino Filipa Avgusta. Imenovale so se ordonnances  (odloki).
Obstajali so tudi kapitularji Langobardov, ki so tvorili nadaljevanje langobardskih zakonov. Te kapitularje je natisnil Boretius v folio izdaji Monumenta Germaniae, Leges, vol. iv.

## Primarni viri
- Capitularies of Ansegisus (assembled 827), ed. Gerhard Schmitz (1996). Die Kapitulariensammlung des Ansegis (Collectio capitularium Ansigisi). MGH Cap. NS 1. Hanover.
- Kapitularij Le Mansa
- Kapitularij Servaisa (853)
- Pitreški edikt (864)
- Kapitularij Quierzyja (887)
- Kapitularij Vera (884)